# ولادیمیروفکا (شهرستان شارانسکی، باشقیرستان)
ولادیمیروفکا (انگلیسی: Vladimirovka, Sharansky District, Republic of Bashkortostan) یک شهرک در شهرستان شارانسکی استان باشقیرستان کشور روسیه است.